# Eleições parlamentares europeias de 1984
As eleições parlamentares europeias de 1984 foram as primeiras desde a primeira eleição de 1979 e do alargamento da Comunidade Europeia em 1981 para incluir a Grécia. Foram também as últimas antes da adesão de Espanha e Portugal em 1987. 
Os resultados mostraram que os deputados das alas centro-esquerda e da direita ganharam à custa da extrema-esquerda e do centro-direita. Os socialistas consolidaram a sua posição como o maior grupo no Parlamento e houve notáveis mudanças para os pequenos grupos de extrema-direita. 
O eleitorado era composto por 200.505.752 eleitores, e as eleições decorreram entre 14 e 17 de Junho de 1984. Globalmente, a afluência às urnas caiu para 61%. A maioria não foi alcançada. 

## Resultados
| Eleições parlamentares europeias de 1984 - Resultados anunciados entre 23 e 26 de Julho de 1984 | Eleições parlamentares europeias de 1984 - Resultados anunciados entre 23 e 26 de Julho de 1984 | Eleições parlamentares europeias de 1984 - Resultados anunciados entre 23 e 26 de Julho de 1984 | Eleições parlamentares europeias de 1984 - Resultados anunciados entre 23 e 26 de Julho de 1984 | Eleições parlamentares europeias de 1984 - Resultados anunciados entre 23 e 26 de Julho de 1984 | Eleições parlamentares europeias de 1984 - Resultados anunciados entre 23 e 26 de Julho de 1984 | Eleições parlamentares europeias de 1984 - Resultados anunciados entre 23 e 26 de Julho de 1984 |
| Grupo                                                                                           | Grupo                                                                                           | Ideologia                                                                                       | Presidido por                                                                                   | MEPs                                                                                            | MEPs                                                                                            | MEPs                                                                                            |
| ----------------------------------------------------------------------------------------------- | ----------------------------------------------------------------------------------------------- | ----------------------------------------------------------------------------------------------- | ----------------------------------------------------------------------------------------------- | ----------------------------------------------------------------------------------------------- | ----------------------------------------------------------------------------------------------- | ----------------------------------------------------------------------------------------------- |
|                                                                                                 | SOC                                                                                             | Social-democracia                                                                               | Rudi Arndt                                                                                      | 130                                                                                             |                                                                                                 |                                                                                                 |
|                                                                                                 | EPP                                                                                             | Democracia cristã                                                                               | Egon Klepsch                                                                                    | 110                                                                                             |                                                                                                 |                                                                                                 |
|                                                                                                 | ED                                                                                              | Conservadorismo                                                                                 | Henry Plumb                                                                                     | 50                                                                                              |                                                                                                 |                                                                                                 |
|                                                                                                 | COM                                                                                             | Comunismo, Socialismo                                                                           | Gianni Cervetti                                                                                 | 42                                                                                              |                                                                                                 |                                                                                                 |
|                                                                                                 | LD                                                                                              | Liberalismo                                                                                     | Simone Veil                                                                                     | 31                                                                                              |                                                                                                 |                                                                                                 |
|                                                                                                 | EDA                                                                                             | Gaullismo, Conservadorismo, Nacionalismo                                                        | Christian de La Malène                                                                          | 29                                                                                              |                                                                                                 |                                                                                                 |
|                                                                                                 | RBW                                                                                             | Ecologismo, Regionalismo                                                                        | Else Hammerich Jaak Vandemeulebroucke Bram van der Lek Paul Staes                               | 20                                                                                              |                                                                                                 |                                                                                                 |
|                                                                                                 | ER                                                                                              | Extrema-direita                                                                                 | Jean-Marie Le Pen                                                                               | 16                                                                                              |                                                                                                 |                                                                                                 |
|                                                                                                 | NI                                                                                              | Independentes                                                                                   | nenhum                                                                                          | 7                                                                                               | Total: 434                                                                                      | Fontes:                                                                                         |

## Partido vencedor por País
| País               | Partido | Partido                              | Votos      | %    | Deputados |
| ------------------ | ------- | ------------------------------------ | ---------- | ---- | --------- |
| Alemanha Ocidental |         | União Democrata-Cristã               | 9 308 411  | 37,5 | 32 / 81   |
| Bélgica            |         | Partido Popular Cristão              | 1 132 682  | 19,8 | 4 / 24    |
| Dinamarca          |         | Partido Popular Conservador          | 414 177    | 20,7 | 4 / 15    |
| Espanha (1987)     |         | Partido Socialista Operário Espanhol | 7 522 706  | 39,1 | 28 / 60   |
| França             |         | UDF - RPR                            | 8 683 596  | 43,0 | 41 / 81   |
| Grécia             |         | PASOK                                | 2 476 491  | 41,6 | 10 / 24   |
| Irlanda            |         | Fianna Fáil                          | 438 946    | 39,2 | 8 / 15    |
| Itália             |         | Partido Comunista Italiano           | 11 714 428 | 33,3 | 27 / 81   |
| Luxemburgo         |         | Partido Popular Social Cristão       | 345 585    | 34,9 | 3 / 6     |
| Países Baixos      |         | Partido do Trabalho                  | 1 785 165  | 33,7 | 9 / 25    |
| Portugal (1987)    |         | Partido Social Democrata             | 2 111 828  | 37,5 | 10 / 24   |
| Reino Unido        |         | Partido Conservador                  | 5 426 866  | 38,8 | 45 / 81   |

## Partidos por Grupos

### Grupo Socialista (SOC)
| País               | Partido                                 | Deputados | CI. | Resultado    |
| ------------------ | --------------------------------------- | --------- | --- | ------------ |
| Alemanha Ocidental | Partido Social-Democrata                | 33 / 81   | 2.º | 37,4 / 100,0 |
| Bélgica            | Partido Socialista (Flandres)           | 3 / 13    | 2.º | 28,1 / 100,0 |
| Bélgica            | Partido Socialista (Valónia)            | 4 / 11    | 1.º | 34,0 / 100,0 |
| Dinamarca          | Partido Social-Democrata                | 3 / 15    | 3.º | 19,3 / 100,0 |
| Espanha (1987)     | Partido Socialista Operário Espanhol    | 28 / 60   | 1.º | 39,1 / 100,0 |
| França             | Partido Socialista                      | 20 / 81   | 2.º | 20,8 / 100,0 |
| Grécia             | Movimento Socialista Pan-helénico       | 10 / 24   | 1.º | 41,6 / 100,0 |
| Itália             | Partido Socialista Italiano             | 9 / 81    | 3.º | 11,2 / 100,0 |
| Itália             | Partido Socialista Democrático Italiano | 3 / 81    | 6.º | 3,5 / 100,0  |
| Luxemburgo         | Partido Socialista dos Trabalhadores    | 2 / 6     | 2.º | 29,9 / 100,0 |
| Países Baixos      | Partido do Trabalho                     | 9 / 25    | 1.º | 33,7 / 100,0 |
| Portugal (1987)    | Partido Socialista                      | 6 / 24    | 2.º | 22,5 / 100,0 |
| Reino Unido        | Partido Trabalhista                     | 32 / 78   | 2.º | 36,5 / 100,0 |
| Reino Unido        | Partido Social Democrata e Trabalhista  | 1 / 3     | 2.º | 22,1 / 100,0 |

### Grupo do Partido Popular Europeu (PPE)
| País               | Partido                            | Deputados | CI. | Resultado    |
| ------------------ | ---------------------------------- | --------- | --- | ------------ |
| Alemanha Ocidental | União Democrata-Cristã             | 34 / 81   | 1.º | 37,5 / 100,0 |
| Alemanha Ocidental | União Social-Cristã                | 7 / 81    | 3.º | 8,5 / 100,0  |
| Bélgica            | Partido Popular Cristão (Flandres) | 4 / 13    | 1.º | 32,5 / 100,0 |
| Bélgica            | Partido Social Cristão (Valônia)   | 2 / 11    | 3.º | 19,7 / 100,0 |
| Dinamarca          | Democratas de Centro               | 1 / 15    | 6.º | 6,6 / 100,0  |
| Espanha (1987)     | União Democrática da Catalunha     | 2 / 60    | 5.º | 4,4 / 100,0  |
| França             | União pela Democracia Francesa     | 9 / 81    | 1.º | 43,0 / 100,0 |
| Grécia             | Nova Democracia                    | 9 / 24    | 2.º | 38,1 / 100,0 |
| Irlanda            | Fine Gael                          | 6 / 15    | 2.º | 32,2 / 100,0 |
| Itália             | Democracia Cristã                  | 26 / 81   | 2.º | 33,0 / 100,0 |
| Itália             | Partido Popular Sul Tirolês        | 1 / 81    | 9.º | 0,6 / 100,0  |
| Luxemburgo         | Partido Popular Social Cristão     | 3 / 6     | 1.º | 34,9 / 100,0 |
| Países Baixos      | Apelo Democrata-Cristão            | 8 / 25    | 2.º | 30,0 / 100,0 |
| Portugal (1987)    | Centro Democrático Social          | 4 / 24    | 3.º | 15,4 / 100,0 |

### Grupo dos Democratas Europeus (ED)
| País           | Partido                     | Deputados | CI. | Resultado    |
| -------------- | --------------------------- | --------- | --- | ------------ |
| Dinamarca      | Partido Popular Conservador | 4 / 15    | 1.º | 20,7 / 100,0 |
| Espanha (1987) | Aliança Popular             | 17 / 60   | 2.º | 24,7 / 100,0 |
| Reino Unido    | Partido Conservador         | 45 / 78   | 1.º | 40,8 / 100,0 |
| Reino Unido    | Partido Unionista do Ulster | 1 / 3     | 3.º | 21,5 / 100,0 |

### Grupo dos Comunistas e Aliados (COM)
| País            | Partido                                   | Deputados | CI. | Resultado    |
| --------------- | ----------------------------------------- | --------- | --- | ------------ |
| Dinamarca       | Partido Popular Socialista                | 1 / 15    | 5.º | 9,2 / 100,0  |
| Espanha (1987)  | Partido de Acção Socialista               | 1 / 60    | 4.º | 5,3 / 100,0  |
| Espanha (1987)  | Partido Comunista de Espanha              | 1 / 60    | 4.º | 5,3 / 100,0  |
| Espanha (1987)  | Partido Socialista Unificado da Catalunha | 1 / 60    | 4.º | 5,3 / 100,0  |
| França          | Partido Comunista Francês                 | 10 / 81   | 3.º | 11,2 / 100,0 |
| Grécia          | Partido Comunista da Grécia               | 3 / 24    | 3.º | 11,6 / 100,0 |
| Grécia          | Partido Comunista da Grécia (Interior)    | 1 / 24    | 4.º | 3,4 / 100,0  |
| Itália          | Partido Comunista Italiano                | 26 / 81   | 1.º | 33,3 / 100,0 |
| Portugal (1987) | Partido Comunista Português               | 3 / 24    | 4.º | 11,5 / 100,0 |

### Grupo Liberal Democrata (LD)
| País            | Partido                                       | Deputados | CI. | Resultado    |
| --------------- | --------------------------------------------- | --------- | --- | ------------ |
| Bélgica         | Partido da Liberdade e Progresso (Flandres)   | 2 / 13    | 3.º | 14,2 / 100,0 |
| Bélgica         | Partido Reformador Liberal (Valônia)          | 3 / 11    | 2.º | 24,1 / 100,0 |
| Dinamarca       | Venstre                                       | 2 / 15    | 4.º | 12,4 / 100,0 |
| Espanha (1987)  | Convergência Democrática da Catalunha         | 1 / 60    | 5.º | 4,4 / 100,0  |
| França          | União pela Democracia Francesa                | 12 / 81   | 1.º | 43,0 / 100,0 |
| Irlanda         | Independente                                  | 1 / 15    |     |              |
| Itália          | Partido Liberal Italiano                      | 3 / 81    | 5.º | 6,1 / 100,0  |
| Itália          | Partido Republicano Italiano                  | 2 / 81    | 5.º | 6,1 / 100,0  |
| Luxemburgo      | Partido Democrata                             | 1 / 6     | 3.º | 22,1 / 100,0 |
| Países Baixos   | Partido Popular para a Liberdade e Democracia | 5 / 25    | 3.º | 18,9 / 100,0 |
| Portugal (1987) | Partido Social Democrata                      | 10 / 24   | 1.º | 37,5 / 100,0 |

### Grupo da Aliança Democrática Europeia (EDA)
| País            | Partido                        | Deputados | CI. | Resultado    |
| --------------- | ------------------------------ | --------- | --- | ------------ |
| França          | Reagrupamento para a República | 20 / 81   | 1.º | 43,0 / 100,0 |
| Irlanda         | Fianna Fáil                    | 8 / 15    | 1.º | 39,2 / 100,0 |
| Portugal (1987) | Partido Renovador Democrático  | 1 / 24    | 5.º | 4,4 / 100,0  |
| Reino Unido     | Partido Nacional Escocês       | 1 / 78    | 4.º | 1,7 / 100,0  |

### Grupo Arco-Íris (RBW)
| País               | Partido                        | Deputados | CI.  | Resultado    |
| ------------------ | ------------------------------ | --------- | ---- | ------------ |
| Alemanha Ocidental | Os Verdes                      | 7 / 81    | 4.º  | 8,2 / 100,0  |
| Bélgica            | Agalev (Flandres)              | 1 / 13    | 5.º  | 7,1 / 100,0  |
| Bélgica            | Ecolo (Valônia)                | 1 / 11    | 4.º  | 9,9 / 100,0  |
| Bélgica            | União Popular (Flandres)       | 2 / 13    | 4.º  | 13,9 / 100,0 |
| Dinamarca          | Movimento Popular contra a CEE | 4 / 15    | 2.º  | 20,7 / 100,0 |
| Espanha (1987)     | Eusko Alkartasuna              | 1 / 60    | 7.º  | 1,7 / 100,0  |
| Itália             | Democracia Proletária          | 1 / 81    | 8.º  | 1,4 / 100,0  |
| Itália             | Partido Comunista Italiano     | 1 / 81    | 1.º  | 33,3 / 100,0 |
| Itália             | Partido Sardo de Acção         | 1 / 81    | 10.º | 0,6 / 100,0  |
| Países Baixos      | Acordo Progressista Verde      | 2 / 25    | 4.º  | 5,6 / 100,0  |

### Grupo da Direita Europeia (ER)
| País   | Partido                   | Deputados | CI. | Resultado    |
| ------ | ------------------------- | --------- | --- | ------------ |
| França | Frente Nacional           | 10 / 81   | 4.º | 11,0 / 100,0 |
| Grécia | União Política Nacional   | 1 / 24    | 5.º | 2,3 / 100,0  |
| Itália | Movimento Social Italiano | 5 / 81    | 4.º | 6,5 / 100,0  |

### Grupo dos Não-Inscritos (NI)
| País           | Partido                       | Deputados | CI. | Resultado    |
| -------------- | ----------------------------- | --------- | --- | ------------ |
| Bélgica        | Partido Socialista (Flandres) | 1 / 13    | 2.º | 28,1 / 100,0 |
| Bélgica        | Partido Socialista (Valónia)  | 1 / 11    | 1.º | 34,0 / 100,0 |
| Espanha (1987) | Centro Democrático e Social   | 7 / 60    | 3.º | 10,3 / 100,0 |
| Espanha (1987) | Herri Batasuna                | 1 / 60    | 6.º | 1,9 / 100,0  |
| Itália         | Partido Radical               | 3 / 81    | 7.º | 3,7 / 100,0  |
| Países Baixos  | Partido Político Reformado    | 1 / 25    | 5.º | 5,2 / 100,0  |
| Reino Unido    | Partido Unionista Democrático | 1 / 3     | 1.º | 33,6 / 100,0 |